# Iglesia de la Concepción (San Cristóbal de La Laguna)
A Iglesia Matriz de la Concepción é a igreja mãe da cidade de San Cristóbal de La Laguna e de toda a ilha de Tenerife (Ilhas Canárias, Espanha). Ele está localizada na parte antiga da cidad e é um dos edifícios religiosos mais importantes da cidade, junto à Catedral de Nossa Senhora dos Remédios.
Foi fundada em 1511 e foi a primeira paróquia foi criada na ilha de Tenerife. Sofreu várias alterações ao longo da história e em 1948 foi declarada de interesse cultural e como monumento histórico nacional. Cada 08 de dezembro é comemorado a Festa da Imaculada Conceição, em que o prefeito entrega o bastão de comando do município à imagem da Imaculada Conceição.
Fora do templo ao lado da porta de entrada é o Monumento ao Papa João Paulo II, um escultor polonês Czeslaw Dzwigaj representando o pontífice abençoou com duas crianças vestidas com trajes tradicionais das ilhas Canárias.